# Porgy und Bess (Film)
Porgy and Bess (Originaltitel: Porgy and Bess) unter Regie von Otto Preminger aus dem Jahr 1959 ist die erste Verfilmung der gleichnamigen Oper von George Gershwin. Das Libretto schrieb DuBose Heyward, die Liedtexte Ira Gershwin. Dieser Film wurde 2011 in das National Film Registry des American Film Institutes aufgenommen. 1993 erschien eine zweite Verfilmung als Fernsehfilm mit Willard White und Cynthia Haymon in den Hauptrollen.

## Handlung
In der Catfish Row, einer Wohnstraße für Schwarze, Bettler und Kriminelle, tanzen die Bewohner am Sommerabend zu Klaviermusik. Clara singt das Wiegenlied Summertime für ihr Kind, ihr Mann Jake versucht es mit einem Spottlied (A Woman Is a Sometime Thing). Peter und Porgy erscheinen. Porgy, der sich wegen einer Behinderung auf einem Karren fortbewegt, fragt nach Bess. Diese erscheint mit Crown. Im Streit über ein begonnenes Würfelspiel ersticht Crown Robbins und ergreift die Flucht. Porgy bietet der nun alleingelassenen Bess Hilfe und Unterschlupf an.
Die Angehörigen trauern um den toten Robbins und sammeln Geld für das Begräbnis. Der Polizist beschuldigt bei seinen Ermittlungen Peter des Mordes, daraufhin verrät dieser den geflohenen Crown. Obwohl nicht genug Geld für die Beisetzung zusammengekommen ist, lässt sich der Bestatter erweichen, Robbins zu beerdigen. Bess begleitet ihn mit dem Spiritual Headin' for the promise' land.
Einige Zeit später. Die Fischer planen trotz des stürmischen Wetters eine Ausfahrt und ein Picknick auf Kittiwah Island. Auch Jake ist mit dabei, weil er das Geld dringend benötigt. Porgy kennt keine finanziellen Sorgen (Oh, I got plenty o' nothin'), er ist glücklich mit Bess liiert. Sporting Life versucht Bess zu überreden, dass sie mit ihm nach New York geht, wo angeblich ein besseres Leben wartet, doch Bess lehnt ab – sie will bei Porgy bleiben. Jetzt bricht sie aber gemeinsam mit Maria zum Picknick der Fischer auf der Insel Kittiwah auf.
Abends trifft Bess auf Crown, der sich dort versteckt hält und nun Bess daran hindert, die Fähre für die Rückfahrt zu erreichen. Sie verfällt ihm wieder, beide verschwinden in den Wald.
Bess kehrt erst zwei Tage später erkrankt vom Picknick zurück und gesteht gegenüber Porgy ein, dass sie Crown nicht widerstehen kann. Während eines Unwetters taucht Crown auf, der Bess holen will. Im Hintergrund sieht man, wie Jakes Boot im Sturm kentert; Clara läuft hinaus, gefolgt von Crown, um Jake zu Hilfe zu kommen.
Der Sturm hat sich wieder gelegt. Clara und Jake sind nicht mehr zurückgekehrt, nur Crown hat das Unwetter überstanden. In der Nacht schleicht er sich zu Porgys Wohnung, um Bess, die sich um Claras Baby kümmert, zu entführen. Porgy ersticht ihn hinterrücks. Von der Polizei wird Serena des Mordes beschuldigt, doch alle beteuern ihre Unschuld. Porgy weigert sich, die Leiche zu identifizieren, und wird daraufhin wegen Missachtung des Gesetzes eine Woche lang festgehalten. Sporting Life kann währenddessen Bess überzeugen, dass Porgy nicht mehr zurückkommen werde. Daraufhin verfällt sie wieder den Drogen und folgt ihm nach New York. Bei seiner Rückkehr findet Porgy sie nicht mehr vor und macht sich auf, Bess zu suchen (I'm on my way).

## Hintergrund
Wie es bei Musikfilmen aus dieser Zeit häufig der Fall war, wurden die Hauptrollen mit bekannten Schauspielern besetzt, der Gesang aber von Sängern – in der Regel Opern- und Musicalsänger – gedoubelt. Den Part des Porgy übernahm der amerikanische Bariton Robert McFerrin, als Bess ist die amerikanische Sopranistin Adele Addison zu hören. Des Weiteren hört man Inez Matthews als Serena, Loulie Jean Norman als Clara und Nichelle Nichols in einer kleinen Rolle. Die Namen der Sänger wurden jedoch weder im Filmabspann noch auf den entsprechenden Schallplatten-Alben genannt.
André Previn leitete die Musik, assistiert von Ken Darby.

## Kritiken
- film-dienst: Die aufwendige Filmversion von Otto Preminger ist glänzend inszeniert, hat hervorragende Darsteller und bringt die faszinierende Musik sehr schön zur Geltung. Anspruchsvolle Hollywood-Unterhaltung.[2]
- Reclams Filmführer: Der Film hat das Milieu der Oper stilisiert und die Gestalt des Titelhelden ziemlich geschönt. Das verdeckt die Realitätsbezüge, die das Opernlibretto immerhin noch hatte .... Da Regisseur Preminger  ... die technischen Möglichkeiten der großen Todd-AO-Leinwand und des Stereotons  geschickt nutzte, entstand einer der wenigen geglückten Opernfilme.[3]

## Auszeichnungen
Der Film erhielt vier Oscarnominierungen in den Kategorien Beste Musik, Beste Kamera, Beste Kostüme (Irene Sharaff) und Bester Sound. Den Oscar erhielten schließlich André Previn und Ken Darby für ihre Bearbeitung der Musik von George Gershwin.
Sidney Poitier und Dorothy Dandridge wurden für einen Golden Globe Award nominiert. Den Golden Globe erhielt der Film als bestes Musical des Jahres 1960.
Außerdem erhielten Previn und Darby einen Grammy Award für den besten Soundtrack.